# 大頭半鈎鯰
大頭半鈎鯰，為輻鰭魚綱鯰形目甲鯰科的其中一種，為熱帶淡水魚，分布於南美洲蘇利南大西洋沿岸淡水流域、蓋亞那埃塞奎博河流域，體長可達12.3公分，棲息在底層水域，生活習性不明。

## 扩展阅读
維基物種上的相關：大頭半鈎鯰